# Еврокоммунизм
Еврокоммуни́зм (иногда за́падный, либера́льный или демократи́ческий коммуни́зм) — политика и теоретическое обоснование деятельности ряда коммунистических партий Западной Европы, сформировавшаяся во второй половине XX века, для которой были характерны критика руководства КПСС в мировом коммунистическом движении и упор на парламентскую борьбу. Представители еврокоммунизма также критиковали концепцию диктатуры пролетариата и недостатка гражданских и политических прав и свобод в странах, принявших советскую модель социализма. Вместе с тем еврокоммунизм декларировал верность марксизму, но не марксизму-ленинизму, и формально не идентифицировал себя с демократическим социализмом или с социал-демократией, хотя и отказался от ряда второстепенных идеологических позиций марксизма.
Итальянский политик Энрико Берлингуэр в интервью La Repubblica 2 августа 1978 года охарактеризовал еврокоммунизм следующим образом:

«Мы хотим достичь в Западной Европе экономической, социальной и государственной модели, которая больше не является капиталистической, не копирует любую модель и не повторяет никаких социалистических экспериментов, проведенных до сих пор, и в то же время не сводится к обнаружению экспериментов социал-демократического типа, которые были ограничены капитализмом. Мы за третье решение, которое как раз отвечает на невозможность довольствоваться текущей мировой ситуацией».

## История
Еврокоммунистическое течение в мировом рабочем движении поддерживали наиболее массовые и влиятельные компартии Западной Европы: Итальянская коммунистическая партия и Коммунистическая партия Испании — уже в 1968 году обе не поддержали ввод войск в Чехословакию войсками стран ОВД, то же сделали Шведская компартия и Французская коммунистическая партия.
В июне 1976 года в восточном Берлине прошло Общеевропейское совещание компартий, где крупнейшие коммунистические партии Запада (Итальянская, Французская и Испанская) бросили вызов советской монополии на лидерство и выступили с критикой кремлёвской политики. Принятый на совещании документ был направлен против попыток Москвы объявить себя безусловным лидером европейского коммунизма.
Еврокоммунистическая КПИ восстановила свою деятельность в Испании в 1977 году. Основные деятели КПИ — Сантьяго Каррильо (автор книги «Еврокоммунизм и государство»), ИКП — Энрико Берлингуэр. Теоретическое основание своей деятельности итальянские еврокоммунисты усматривали в работах Антонио Грамши. Проявления еврокоммунизма — политика «исторического компромисса» с христианскими демократами в Италии, поддержка Франсуа Миттерана во втором туре на президентских выборах 1974 и 1981 годов и принятие коммунистами «пактов Монклоа» в Испании.
В ряде стран, где официальные коммунистические партии придерживались ортодоксально просоветской политики, еврокоммунисты входили в состав других партий левосоциалистического толка: примером может служить Единая демократическая левая партия в Греции.
Еврокоммунизм поддерживали также компартии Нидерландов, Великобритании, Австрии, он имел влияние и вне Европы — например, в политике компартий Японии и Австралии, турецкой Рабочей партии, левых партий Венесуэлы и Мексики. На него как источник идей перестройки и гласности ссылался Михаил Горбачёв в своих мемуарах. Родственным движением некоторые считают титоизм.
ФКП и КПИ в 1980-х годах приняли более просоветский курс, большая часть ИКП в начале 1990-х годов приняла социал-демократический курс и ныне превратилась в деидеологизированную Демократическую партию. Термин «еврокоммунизм» начинает сходить на нет во времена перестройки в СССР, в настоящее время употребляется редко.

По мнению Юрия Лужкова, еврокоммунизм оказал влияние на реформы Дэн Сяопина в Китае: 
В 1980 году итальянские коммунисты во главе с Энрико Берлингуэром организовали международную конференцию о Бухарине, на которую пригласили известного историка и экономиста Су Шаочжи. Вернувшись с конференции (которую, кстати, проигнорировали советские руководители), Су Шаочжи подробно проинформировал китайское руководство о том, насколько талантливой личностью был Бухарин.
Критика «справа» упрекала еврокоммунистов в нежелании порывать с Москвой, троцкистская критика — в национализме, критика со стороны марксистов-ленинистов — в отказе от основополагающих принципов коммунизма. Советские идеологи рассматривали еврокоммунизм как разновидность ревизионизма. Еврокоммунизм «во имя национальных особенностей (что „условия в каждой стране отличаются“) нарушил и отменил все революционные принципы», — отмечает член Политбюро ЦК КПГ Георгиос Маринос.

### Работы еврокоммунистов
- Santiago Carrillo. Eurocomunismo y Estado. — Madrid: Editorial Crìtica, 1977. — 218 с. — ISBN 978-8474230154.
  - Santiago Carrillo. Eurocommunism and the state. — Westport (Conn.): Hill, 1978. — 172 с. — ISBN 0-88208-094-6.
  - Сантьяго Каррильо. "Еврокоммунизм" и государство. — М.: «Прогресс» («Рассылается по специальному списку»), 1978. — 157 с.
- Fernando Claudín. Eurocomunismo y socialismo. — Madrid: Siglo Veintiuno, 1977. — ISBN 84-323-0272-4.
- Леонхард В. Еврокоммунизм. Вызов Востоку и Западу. — М.: «Прогресс» («Рассылается по специальному списку»), 1979. — 402 с.

### О еврокоммунизме
- Попов Л. Б. Воспоминания о еврокоммунизме. — М.: «Международные отношения», 2008. — 156 с. — ISBN 978-5-7133-1324-1.
- Michael R. Krätke[англ.], Otto Bauer and the early «Third Way» to Socialism
- Detlev Albers u.a. (Hg.), Otto Bauer und der «dritte» Weg. Die Wiederentdeckung des Austromarxismus durch Linkssozialisten und Eurokommunisten, Frankfurt/M 1979